# Lara Barbieri
Lara Barbieri (Sassuolo, 2 febbraio 1986) è una calciatrice italiana, centrocampista del Pontedera.

## Carriera
Cresciuta nelle file della Reggiana, esordisce in Serie A il 10 gennaio 2004, nella vittoria per 2-1 contro il Graphistudio Tavagnacco, subentrando a Cristina Prandi. Proprio contro la formazione friulana, segna il primo gol in Serie A, il 7 maggio 2005, nella sconfitta esterna per 3-2.
Dopo tre stagioni in prima squadra, con 36 presenze complessive, si trasferisce negli Stati Uniti d'America sottoscrivendo un contratto con il Michigan Phoenix per giocare in Women's Premier Soccer League (WPSL), secondo livello del campionato, dove colleziona 10 presenze e segnando il gol-partita il 24 giugno 2006 contro il Memphis Mercury.
Tornata in Italia, torna a vestire la maglia della Reggiana, con la quale colleziona altre 86 presenze, per un totale di oltre 120 gettoni in maglia granata, vincendo una Coppa Italia (giocando tutte le partite) e disputando l'anno dopo anche la Supercoppa, poi persa contro la Torres.
Nell'estate del 2011 la dirigenza della Reggiana decide di rinunciare alla Serie A, iscrivendo la squadra al campionato di Serie C regionale e svincolando tutte le proprie tesserate. Come altre sue compagne di squadra, si trasferisce alla vicina Riviera di Romagna, con la cui maglia esordisce in campionato l'8 ottobre 2011 contro la Torres, collezionando 25 presenze complessive nella stagione.
Il 30 luglio 2012 si trasferisce al Napoli, con la cui maglia va subito a segno all'esordio in Coppa Italia contro il Caira, mentre esordisce in campionato il 22 settembre 2012 contro il Grifo Perugia. Segna la prima rete in campionato con la maglia azzurra sabato 2 marzo 2013 contro la Fortitudo Mozzecane. Segna un'altra rete, la prima in casa, il 30 marzo contro il Graphistudio Tavagnacco: una rete che risulterà pesantissima per la squadra friulana, fino ad allora in testa alla classifica a pari punti con la Torres. A causa di questo pareggio, in contemporanea alla vittoria delle sarde, vengono staccate di due punti dalle rossoblu, e pur vincendo tutte le quattro gare successive non riusciranno a recuperare lo scarto, perdendo così il campionato. Nella stessa gara, tra l'altro, "rischia" la doppietta, centrando anche un incrocio dei pali due minuti dopo la rete del pareggio.
Il 23 agosto 2013 viene ingaggiata dal Chiasiellis, con cui esordisce in Coppa Italia il 1º settembre. Trova la prima rete in campionato con la maglia friulana il 26 ottobre 2013 contro il Napoli, trasformando la punizione che sblocca il risultato. Contro la sua ex-squadra segna anche in occasione della gara di ritorno, siglando invece la terza ed ultima rete delle friulane.
L'8 luglio 2014 viene ingaggiata dal San Zaccaria, squadra che prende il nome dall'omonima frazione di Ravenna. Debutta con la maglia ravennate il 7 settembre 2014, nel primo turno di Coppa Italia contro l'Imolese. fa il suo esordio in campionato il 4 ottobre 2014 alla prima giornata contro il Como 2000. Segna il primo gol con la maglia delle ravennati il 16 maggio 2015 contro la Riviera di Romagna, nel match vinto 2-1 che consente la salvezza al San Zaccaria e la rispettiva retrocessione della sua ex-squadra. L'anno successivo una sua rete dai 25 metri viene scelta per il contest della Lega Nazionale Dilettanti come "gol pazzesco" del 16 gennaio. Alla terza stagione con la maglia ravennate, riceve la fascia di capitano nell'intervallo del primo match stagionale contro la Reggiana di Coppa Italia, per poi esordire come capitano dal primo minuto in occasione del match di ritorno.
Il 3 dicembre 2016, in concomitanza con la riapertura del calciomercato, il Sassuolo annuncia l'ingaggio di Barbieri, che lascia così la Romagna dopo due stagioni e mezzo. Esordisce in maglia neroverde l'11 dicembre 2016 contro la Virtus Padova. Segna la sua prima rete in neroverde il 22 gennaio 2017 contro il New Team Ferrara, per poi ripetersi segnando il gol vittoria al 92' con una punizione da 30 metri nel successo esterno contro il Grifo Perugia.
Il 14 dicembre 2018, nel corso della sessione invernale del calciomercato, ha lasciato il Sassuolo per trasferirsi alla Roma Calcio Femminile, impegnata nel campionato di Serie B.
Durante il successivo calciomercato estivo si trasferisce al Pontedera allenato da Renzo Ulivieri per ricominciare dalla Serie C.

## Statistiche

### Presenze e reti nei club
Aggiornato al 5 maggio 2019.
| Stagione            | Squadra             | Campionato          | Campionato | Campionato | Coppe nazionali | Coppe nazionali | Coppe nazionali | Altre coppe | Altre coppe | Altre coppe | Totale | Totale |
| Stagione            | Squadra             | Comp                | Pres       | Reti       | Comp            | Pres            | Reti            | Comp        | Pres        | Reti        | Pres   | Reti   |
| ------------------- | ------------------- | ------------------- | ---------- | ---------- | --------------- | --------------- | --------------- | ----------- | ----------- | ----------- | ------ | ------ |
| 2003-2004           | Reggiana            | A                   | 1          | 0          | CI              | 1               | 0               | -           | -           | -           | 2      | 0      |
| 2004-2005           | Reggiana            | A                   | 11         | 1          | CI              | 5               | 0               | -           | -           | -           | 16     | 1      |
| 2005-2006           | Reggiana            | A                   | 16         | 0          | CI              | 4               | 0               | -           | -           | -           | 20     | 0      |
| giu.-ago. 2006      | Michigan Phoenix    | WPSL                | 10         | 1          | -               | -               | -               | -           | -           | -           | 10     | 1      |
| 2006-2007           | Reggiana            | A                   | 9          | 0          | CI              | 4               | 1               | -           | -           | -           | 13     | 1      |
| 2007-2008           | Reggiana            | A                   | 12         | 0          | CI              | 5               | 0               | -           | -           | -           | 17     | 0      |
| 2008-2009           | Reggiana            | A                   | 16         | 0          | CI              | 3               | 0               | -           | -           | -           | 19     | 0      |
| 2009-2010           | Reggiana            | A                   | 19         | 0          | CI              | 6               | 0               | -           | -           | -           | 25     | 0      |
| 2010-2011           | Reggiana            | A                   | 10         | 0          | CI              | 1               | 0               | SI          | 1           | 0           | 12     | 0      |
| Totale Reggiana     | Totale Reggiana     | Totale Reggiana     | 94         | 1          |                 | 29              | 1               |             | 1           | 0           | 124    | 2      |
| 2011-2012           | Riviera di Romagna  | A                   | 23         | 0          | CI              | 2               | 0               | -           | -           | -           | 25     | 0      |
| 2012-2013           | Napoli              | A                   | 26         | 2          | CI              | 3               | 1               | -           | -           | -           | 29     | 3      |
| 2013-2014           | Chiasiellis         | A                   | 29         | 3          | CI              | 3               | 0               | -           | -           | -           | 32     | 3      |
| 2014-2015           | San Zaccaria        | A                   | 24         | 1          | CI              | 2               | 0               | -           | -           | -           | 27     | 1      |
| 2015-2016           | San Zaccaria        | A                   | 15         | 1          | CI              | 3               | 0               | -           | -           | -           | 18     | 1      |
| 2016-dic. 2016      | San Zaccaria        | A                   | 3          | 0          | CI              | 2               | 0               | -           | -           | -           | 5      | 0      |
| Totale San Zaccaria | Totale San Zaccaria | Totale San Zaccaria | 42         | 2          |                 | 7               | 0               |             |             |             | 49     | 2      |
| dic. 2016-2017      | Sassuolo            | B                   | 7          | 2          | CI              | -               | -               | -           | -           | -           | -      | -      |
| 2017-2018           | Sassuolo            | A                   | 1+1        | 0          | CI              | -               | -               | -           | -           | -           | 2      | 0      |
| lug.-dic. 2018      | Sassuolo            | A                   | 2          | 0          | CI              | 1               | 0               | -           | -           | -           | 3      | 0      |
| Totale Sassuolo     | Totale Sassuolo     | Totale Sassuolo     | 11         | 2          |                 | 1               | 0               |             |             |             | 12     | 2      |
| dic. 2018-2019      | Roma CF             | B                   | 15         | 1          | CI              | 2               | 0               | -           | -           | -           | 17     | 1      |
| Totale carriera     | Totale carriera     | Totale carriera     | 249        | 12         |                 | 47              | 2               |             | 1           | 0           | 297    | 14     |

## Palmarès

### Club

#### Competizioni nazionali
- Coppa Italia: 1

Reggiana: 2009-2010
- Campionato italiano di Serie B: 2

Reggiana: 2002-2003
Reggiana (Sassuolo): 2016-2017